# Устриця

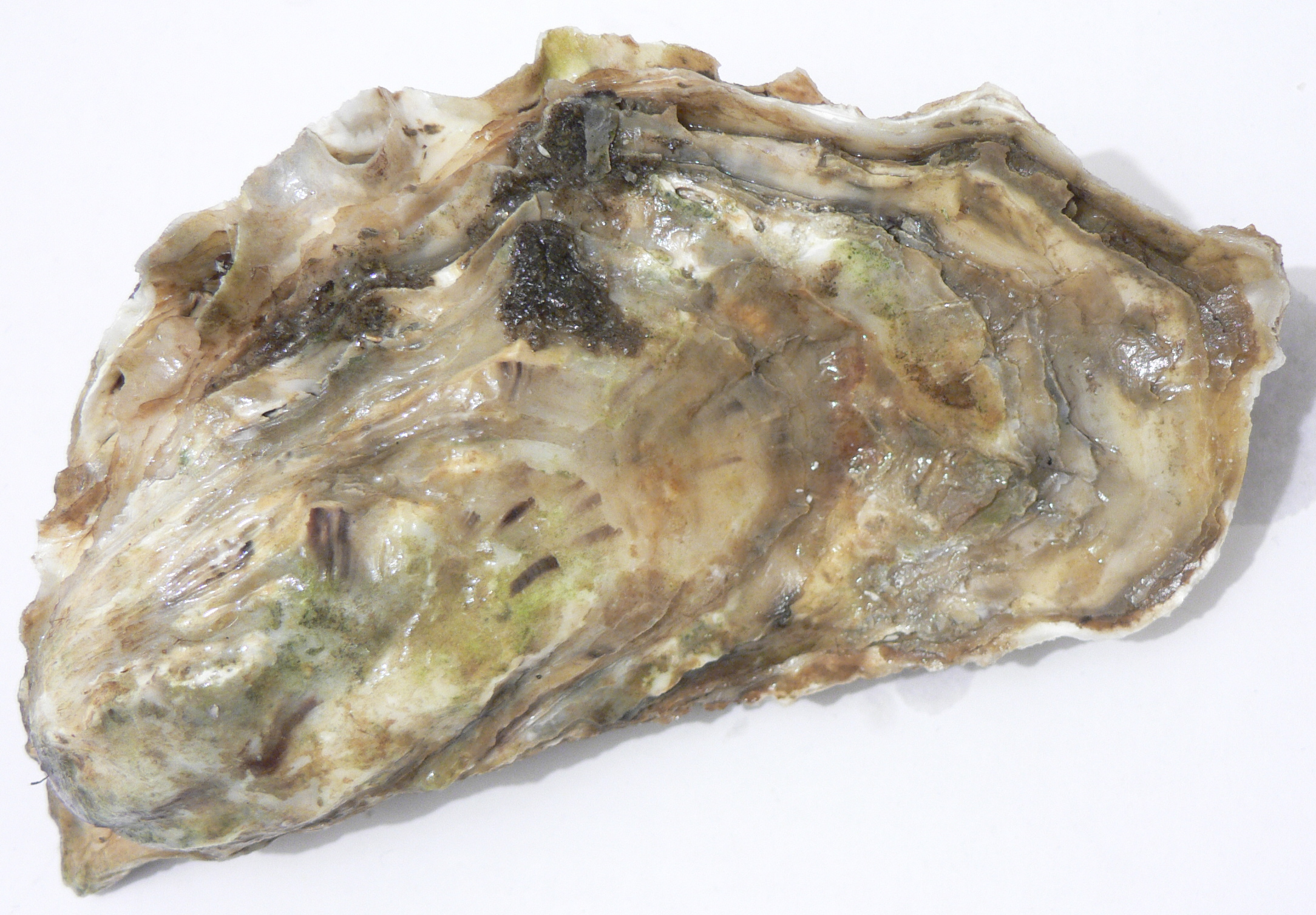
Crassostrea gigas з басейну Марен-Олерон, розміщеного у Франції

У́стриця — загальне позначення для ряду конкретних груп двостулкових молюсків, які живуть в морській воді або солонуватому середовищі. Зазвичай стулки раковини в двостулкових молюсків симетричні (наприклад, в серцевидок, беззубок). Однак в устриці спостерігається асиметрія стулок: стулка, на якій тварина лежить, опукла, а інша стулка плоска і грає роль кришечки, прикриваючи першу.

## Етимологія
Слово устриця нід. oester, множина oesters, що походить від лат. ostreum, звідки також італ. ostrica і англ. oyster. Латинське слово являє собою адаптацію грец. ὄστρεον, «устриця».

## Господарське значення
Деякі види устриць, які широко використовують в кулінарії (в вареному або сирому вигляді), є делікатесом для людини. Інші види, наприклад перлинні устриці, як правило, не використовують для їжі — їх збирають через перлини, які утворюються в мантії. Більшість молюсків, які мають раковини, здатні створювати перлину, проте комерційну цінність мають лише перлини, вкриті шаром перламутру. Їх створюють тільки двостулкові і деякі черевоногі молюски. Перламутр, який видобувають з раковин, використовують для виготовлення різних виробів, наприклад ґудзиків, а також для інкрустацій. 
У зв'язку зі зростанням потреб людей щодо господарського використання цього молюска, набули поширення ферми зі штучного вирощування устриць (устричні ферми) для харчування та вирощування перлин.

## Екологічне значення
Устриці слугують для океанів та морів природним фільтром і очищають близько до 50 літрів води щодня.